# Ochromyscus
Ochromyscus és un gènere de mamífers rosegadors de la família dels múrids. Conté tres espècies, el ratolí camperol de Brockman (O. brockmani) i el ratolí camperol ventreblanc (O. niveiventris), de l'Àfrica oriental, i el ratolí camperol del Iemen (O. yemeni), del sud de la península Aràbiga. Es diferencien dels altres praominis pel fet de tenir la cua d'un 135-160% de la llargada del cos, el pelatge dorsal marró groguenc pàl·lid, el pelatge ventral blanc del tot i quatre o cinc parells de mugrons. El nom genèric Ochromyscus significa ‘ratolinet ocre’.